# 小行星9989
小行星9989（英語：9989）是一颗围绕太阳公转的小行星。1997年9月27日，川里信弘在上野原市发现了此天体。
这颗小行星的绝对星等为292.1503761229262等。